# Alexei Jurjewitsch Awdejew

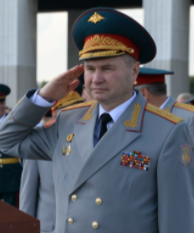
Alexei Awdejew

Alexei Jurjewitsch Awdejew (russisch Алексей Юрьевич Авдеев; * 17. Mai 1967 in Taschkent, UdSSR, jetzt Usbekistan) ist ein russischer Militärführer. Der militärische Rang eines Generalleutnants wurde ihm durch Dekret Nr. 276 des Präsidenten Wladimir Putin vom 11. Juni 2016 verliehen. Von April 2017 bis April 2018 war Awdejew Kommandant der 1. Garde-Panzer-Rotbanner-Armee des Westlichen Militärbezirks, danach bis 2019 Leiter der Allgemeinen Militärakademie der Russischen Streitkräfte. Seit 2019 ist er stellvertretender Kommandeur des Südlichen Militärbezirks der Russischen Föderation, der am Russischen Überfall auf die Ukraine beteiligt ist. 

## Krieg gegen die Ukraine
Die Ukraine war zuletzt Hauptangriffsziel des russischen Militärbezirks Süd. Die neue 8. Armee wurde gebildet und die Präsenz des Militärbezirks auf dem Gebiet der rechtswidrig annektierten Halbinsel Krim ausgeweitet. Seit Mitte Oktober 2021 begannen russische Streitkräfte mit einem Truppenaufmarsch an bzw. in der Nähe der Grenze zur Ukraine und im besetzten ukrainischen Gebiet der Krim. 
Truppen aus dem Militärbezirk Süd führten in die Ukraine umgebenden Gebieten Militärübungen durch und verlegten Artillerie sowie taktische Einheiten des Bataillons auf die Halbinsel Krim. Der Militärbezirk Süd beaufsichtigte zudem Militärübungen der Streitkräfte dieser separatistischen „Republiken“. Nachdem Wladimir Putin die Anerkennung der sogenannten Volksrepubliken Donezk und Lugansk beschlossen hatte, marschierten Soldaten des Militärbezirks Süd in das Gebiet der beiden selbstproklamierten Republiken ein. Am 24. Februar 2022 startete Russland eine groß angelegte Militärinvasion gegen die Ukraine.

## EU-Sanktionen
Am 28. Februar 2022 ließ die Europäische Union im Zusammenhang mit dem Überfall Russlands auf die Ukraine 2022 sein gesamtes Vermögen einfrieren.